# Dijkhuizen (waterschap)
Dijkhuizen is een voormalig waterschap in de provincie Groningen.
De polder lag aan de westkant van de stad Appingedam. De noordgrens lag bij het Damsterdiep, oostgrens was de Spijkerlaan, de zuidgrens lag een perceel ten noorden van de Olingerweg en de westgrens lag twee percelen ten westen van de Dijkhuizerweg. Het waterschap had een windmolen die uitsloeg op het Damsterdiep.
Waterstaatkundig gezien ligt het gebied sinds 2000 binnen dat van het waterschap waterschap Noorderzijlvest.

## Naam
De polder was genoemd naar de borg Dijkhuizen die tegen de zuidpunt van het schap aan lag.